# Най, Джордж
Джордж Паттерсон Най (англ. George Patterson Nigh; 9 июня 1927, Мак-Алестер, Оклахома — 30 июля 2025, Оклахома-Сити, Оклахома) — американский политик, губернатор штата Оклахома с 6 по 14 января 1963 года и с 3 января 1979 года по 12 января 1987 года.

## Карьера
Родился 9 июня 1927 года в Мак-Алестере, штат Оклахома, США.
С 1951 по 1959 год он совмещал службу в Палате представителей Оклахомы и работу в качестве учителя в государственных школах. В 1958 году он баллотировался на пост вице-губернатора Оклахомы, заняв второе место на праймериз Демократической партии и победив во втором туре. На всеобщих выборах Най уверенно победил республиканца Джорджа Б. Шерритта и набрал свыше семидесяти процентов голосов. Джордж Най пробыл в должности с 12 января 1959 года по 3 января 1963 года. Вступив на пост в возрасте 31 года, он стал самым молодым вице-губернатором в США.
Най баллотировался на пост губернатора Оклахомы, заняв четвёртое место на праймериз Демократической партии.  Сенатор-демократ Роберт С. Керр умер на своем посту 1 января 1963 года, и губернатор Эдмондсон подал в отставку со своего поста 5 дней спустя. Най сменил его на посту на оставшиеся дни срока полномочий.
Когда действующий губернатор Дэвид Борен решил не добиваться переизбрания, Най снова баллотировался на пост губернатора в 1978 году. Он занял первое место на праймериз Демократической партии. Во втором туре Най одержал победу. Он баллотировался на второй срок в 1982 году, став третьим губернатором, выдвинувшим свою кандидатуру на переизбрание. После победы в ходе голосования он стал первым переизбранным губернатором Оклахомы.
Скончался 30 июля 2025 года в Оклахома-Сити, штат Оклахома, в возрасте 98 лет.